# Кагуан
Кагуаните (Cynocephalus volans), наричани също филипински кожокрили, са вид дребни бозайници, единствен представител на род Cynocephalus и един от двата вида в семейство Кожокрили (Cynocephalidae).
Видът е ендемичен за Филипините, където се среща в южните части на архипелага. Подобно на другия вид кожокрили, малайския кожокрил (Galeopterus variegatus), кагуаните имат кожни образувания между крайниците, които им позволяват да планират на разстояния над 100 метра. Достигат около 40 сантиметра дължина на тялото, 35 сантиметра дължина на опашката и 1 до 1,7 килограма маса. Хранят се главно с плодове, цветове и млади листа.